# Жар (симптом)
Жар — ощущение избыточного тепла, обычно связанное с повышением температуры тела человека. Является одним из симптомов лихорадки. Ощущение жара без повышения температуры может вызываться функциональными изменениями нервной системы, гиперемией и повышением обмена веществ в тканях, а также при введении некоторых медикаментов (никотиновой кислоты, сернокислого магния, хлористого кальция), вызывающих расширение сосудов.
Как правило, жар — это повышение нормальной температуры тела на 1° и более градусов Цельсия, сопряжённое с ознобом и потением (при температурах выше 40° — бредом). Превышение температуры тела на более чем 5,5° может привести к необратимому повреждению головного мозга. Существует гипотеза, что такое повышение температуры тела подавляет размножение патогенных микроогранизмов и, вместе с повышением интенсивности биохимических процессов, увеличивает сопротивляемость организма.
Существует также пиротерапия — метод лечения различных заболеваний с помощью искусственного повышения температуры тела человека, или искусственного вызывания гипертермии.
В зависимости от причин, вызывающих повышение температуры гипоталамус может работать как на её повышение, так и на снижение. При сильном повышении температуры тела нарушается обмен веществ в организме, так как нарушается активность ферментов.
Лечится в целом при помощи жаропонижающих препаратов (таких как ацетилсалициловая кислота, дипирон, парацетамол, ибупрофен), холодных компрессов и постельного режима.